# 24. Sinfonie (Mozart)
Die Sinfonie B-Dur Köchelverzeichnis 182 komponierte Wolfgang Amadeus Mozart 1773 in Salzburg. Nach der Alten Mozart-Ausgabe trägt die Sinfonie die Nummer 24.

## Allgemeines
Das Autograph ist datiert vom 3. Oktober 1773. Mozart komponierte die Sinfonie kurz nach der Rückkehr von seiner Wien-Reise (Juli bis September 1773). Wenige Tage später, am 5. Oktober 1773, schloss er die Arbeiten an der Sinfonie Köchelverzeichnis (KV) 183 ab. Bezüglich Entstehungsgeschichte und Kompositionsanlass siehe bei KV 162.
Von der dreisätzigen Form her entspricht das Stück dem italienischen Sinfonietypus, wobei die Sätze nicht wie bei KV 181, KV 184 und KV 318 ineinander übergehen, sondern separat stehen.

## Zur Musik
Besetzung: zwei Querflöten (nur im zweiten Satz), zwei Oboen, zwei Hörner in B, zwei Violinen, Viola, Cello, Kontrabass. Zudem war es damals üblich, zur Verstärkung der Bassstimme ein Fagott und als Generalbass-Instrument ein Cembalo einzusetzen (sofern im jeweiligen Orchester vorhanden).
Aufführungsdauer: ca. 8–10 Minuten. 
Bei den hier benutzten Begriffen der Sonatensatzform ist zu berücksichtigen, dass dieses Schema in der ersten Hälfte des 19. Jahrhunderts entworfen wurde (siehe dort) und von daher nur mit Einschränkungen auf die Sinfonie KV 182 übertragen werden kann. – Die hier vorgenommene Beschreibung und Gliederung der Sätze ist als Vorschlag zu verstehen. Je nach Standpunkt sind auch andere Abgrenzungen und Deutungen möglich.

### Erster Satz: Allegro spiritoso
B-Dur, 4/4-Takt, 146 Takte
Die Audiowiedergabe wird in deinem Browser nicht unterstützt. Du kannst die Audiodatei herunterladen.
Der Satz eröffnet als Kontrastthema aus zweitaktigen Motiven: Signalartig-absteigender B-Dur – Dreiklang im Forte des ganzen Orchesters, aufsteigende Trillerfloskeln in den Violinen (piano), schreitende B-Dur – Dreiklangsfigur in Viola und Bass unter Synkopen der Violinen (forte), Streicherfigur in abgesetzter Bewegung (piano). Der folgende Forte-Block ist neben flächigem Tremolo durch zwei Motive gekennzeichnet: Motiv 1 (Takt 17 ff.) mit Unisono-Achtelreihe auf- und abwärts sowie Motiv 2 (Takt 26 ff.) mit schreitender Viertelbewegung, wobei die 1. Violine wiederum in Synkopen begleitet. Motiv 2 wird zweimal wiederholt (beim ersten Mal echoartig im Piano). Der Abschnitt endet als kadenzierende Akkordfolge in der Dominante F-Dur. Das zweite Thema (ab Takt 37, F-Dur) mit seinem lombardischen Rhythmus in den Violinen, der Schreitfigur im Bass und der Vorhaltsfloksel wird von den Streichern piano vorgetragen. 
Der folgende Abschnitt bis Takt 75 kann als Miniatur-Durchführung angesehen werden: Motiv 1 tritt versetzt in den Streichern (2. Violine – Viola – Bass) auf, überlagert von Tremolo der 1. / 2. Violine. Dabei moduliert Mozart kurz nach g-Moll, d-Moll und A-Dur, gefolgt von einer auf ebendiesen Harmonien basierenden chromatischen Passage. Über fanfarenartiger Dreiklangsmelodik mit marschartig-punktiertem Rhythmus erfolgt die Überleitung zur Reprise. Diese setzt in Takt 76 mit dem ersten Thema ein und ist überwiegend ähnlich der Exposition aufgebaut. Der Forte-Block vor dem zweiten Thema ist jedoch erweitert und streift mit einem neuen Bassmotiv kurz G-Dur sowie c-Moll. Der Beginn vom Durchführungsteil mit Motiv 2 wird nochmals aufgegriffen, führt dann jedoch abrupt zu einer Coda mit dem Beginn vom ersten Thema (Takt 137 ff.).
Der Satz ist insgesamt gekennzeichnet „durch eine stark komprimierte Knappheit (…), die ihn in die Nähe einer barocken Einleitung zu einer Suite oder einem Divertimento rückt“, zudem durch die Bass-Motivik über Tremolo in den Violinen.

### Zweiter Satz: Andantino grazioso
Es-Dur, 2/4-Takt, 60 Takte, Flöten anstelle der Oboen, Hörner in Es, Violinen mit Dämpfer
Die Audiowiedergabe wird in deinem Browser nicht unterstützt. Du kannst die Audiodatei herunterladen.
Durch das Austauschen der Oboen durch Flöten, die Dämpfung der Violinen und die Führung des Basses im Pizzicato entsteht eine Art Schäfer-Idylle, wie sie für manche Mittelsätze italienischer Opernsinfonien typisch ist.
Der Satz basiert auf zwei Themen, wobei insbesondere im mehr motivartigen zweiten Thema klangfarbenreiche Effekte durch den Dialog zwischen Streichern und Bläsern entstehen. 
- A-Teil (Takt 1–8): Vorstellung des Hauptthemas (Refrain), das aus je einem viertaktigen Vorder- und Nachsatz aufgebaut ist. Die ersten beiden Takte von Vorder- und Nachsatz basieren auf dem aufsteigenden Es-Dur-Dreiklang, die folgenden zwei Takte auf einer abwärtsgehenden, abgesetzten Sechzehntel-Bewegung. Stimmführend sind die Flöten sowie die 1. Violine. Der Abschnitt wird wiederholt.
- B-Teil (Takt 9–18): basiert auf einem Motiv mit vierfacher Tonwiederholung und seiner Fortspinnung, das versetzt zwischen den Streichern und ab Takt 15 auch im Dialog mit den Flöten auftritt.
- A-Teil (Takt 19–26): Wie am Satzanfang.
- B´-Teil (Takt 27–44): Das Tonwiederholungsmotiv tritt in verschiedenen Gestalten und Klangfarben auf. Der Abschnitt endet als Solo für Flöten und Hörner.
- A-Teil (Takt 45–51): Wie am Satzanfang.
- C-Teil (Takt 52–60): Codaartiger Schluss mit Wechsel von aufsteigender Forte-Unisono-Passage und absteigender Antwort im Piano.

### Dritter Satz: Allegro
B-Dur, 3/8-Takt, 132 Takte
Die Audiowiedergabe wird in deinem Browser nicht unterstützt. Du kannst die Audiodatei herunterladen.
Dieser recht kurze Satz in Rondo – Struktur ist im damals für Schlusssätze typischen „Kehraus-“ Charakter gehalten. Kennzeichnend für das einprägsame Hauptthema ist die zweitaktige Struktur aus Akkordschlägen und Intervallsprung abwärts, die im echoartigen Wechsel von Forte und Piano aneinandergereiht wird. Der Abschnitt mit dem Hauptthema (Refrain, Takt 1–16) wird wiederholt.
Demgegenüber steht lediglich ein Couplet (ähnlich wie im zweiten Satz), das aus drei symmetrisch aufgebauten Motiven besteht:
- B1: abgesetzte, tänzerische Figur aus zweimal vier Takten, piano;
- B2: Lauf abwärts und Trillerfloskel, viertaktig und wiederholt, forte;
- B3: basiert auf abwärtsgehender Floskel aus drei Tönen, achttaktig, wird mit Oboenbegleitung wiederholt.

Nach einer kurzen Überleitung (Takt 50 ff.) folgt wieder das Hauptthema, auf das der leicht variierte B-Teil anschließt. Der Satz wird beendet mit einem codaartigen Schlussabschnitt (Takt 107 ff.) mit Tremolo, virtuosen Sechzehntel-Läufen und einer Variante des Hauptthemas (die zweitaktige Struktur durchschreitet einen vollständigen B-Dur-Dreiklang) im Forte-Unisono. Der Abschnitt von Takt 17 bis Ende wird wiederholt.